# Équipe d'Italie féminine de basket-ball à trois
Cet article traite de l'équipe féminine de basket-ball à trois. Pour l'équipe masculine de basket-ball à trois, voir Équipe d'Italie masculine de basket-ball à trois.
Maillots
L’équipe d'Italie de basket-ball à trois est la sélection qui représente l'Italie dans les compétitions internationales féminines de basket-ball à trois. Elles ont remporté la Coupe du Monde FIBA 3x3 2018, leur premier titre international et la toute première victoire d'une équipe italienne dans un tournoi FIBA. Rae Lin D'Alie a remporté le MVP.

## Histoire

### 2021
L'équipe d'Italie se qualifie pour les jeux olympiques de Tokyo au tournoi de qualification olympique de Graz (Autriche) qui a lieu du 26 au 30 mai 2021.

## Résultats

### Palmarès
| Compétitions mondiales                                             | Compétitions continentales                        | Autres compétitions                       |
| ------------------------------------------------------------------ | ------------------------------------------------- | ----------------------------------------- |
| - Jeux olympiques - Néant - Coupe du monde (1) - Vainqueur en 2018 | - Coupe d'Europe - Néant - Jeux européens - Néant | - Jeux méditerranéens - Troisième en 2022 |

### Parcours en compétitions internationales

#### Jeux olympiques
| Année | Position      |      | Année | Position |
| 2020  | 6e            | 2028 | -     |          |
| 2024  | Non qualifiée | 2032 | -     |          |

#### Coupe du monde
| Année | Position      |      | Année         | Position     |   | Année | Position |
| 2012  | Non qualifiée | 2019 | 8e            | 2027         | - |       |          |
| 2014  | 20e           | 2022 | Non qualifiée | Pays inconnu | - |       |          |
| 2016  | 9e            | 2023 | 12e           | Pays inconnu | - |       |          |
| 2017  | 5e            | 2025 | 15e           | Pays inconnu | - |       |          |
| 2018  | Vainqueur     | 2026 | -             | Pays inconnu | - |       |          |

#### Coupe d'Europe
| Année | Position      |      | Année         | Position     |   | Année | Position |
| 2014  | Non qualifiée | 2021 | Non qualifiée | 2026         | - |       |          |
| 2016  | 9e            | 2022 | Non qualifiée | Pays inconnu | - |       |          |
| 2017  | 5e            | 2023 | 5e            | Pays inconnu | - |       |          |
| 2018  | 4e            | 2024 | 10e           | Pays inconnu | - |       |          |
| 2019  | 11e           | 2025 | -             | Pays inconnu | - |       |          |